# Sint-Maartensabdij van Doornik

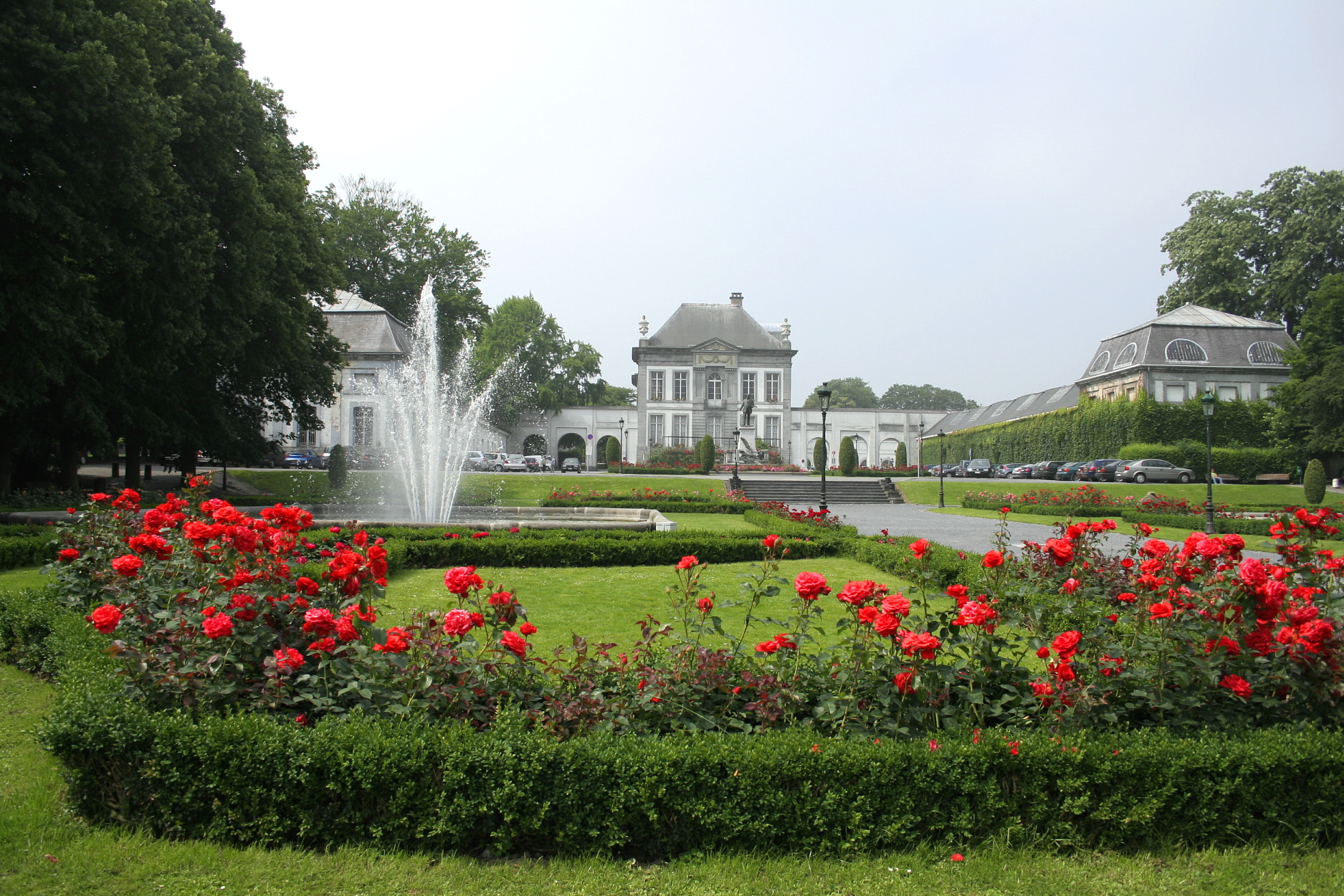
Zijkant van het abtenpaleis, tegenwoordig stadhuis

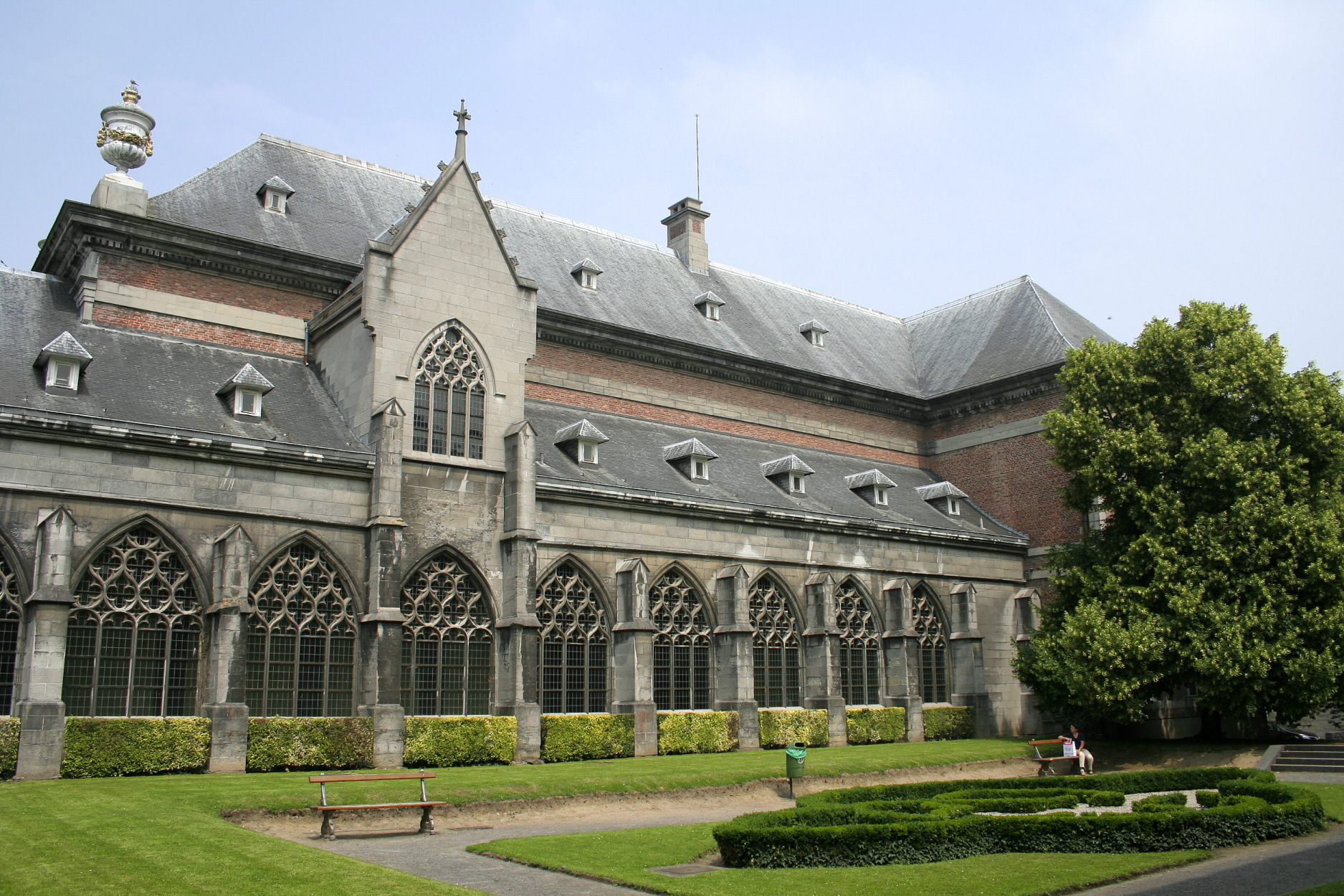
Bewaarde zijde van de middeleeuwse pandgang

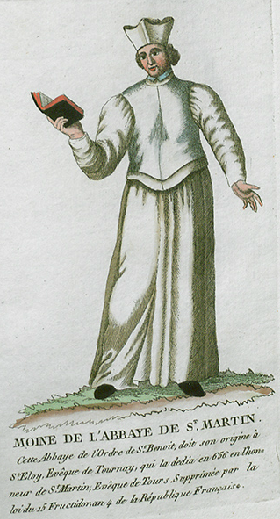
Monnik van de Sint-Maartensabdij

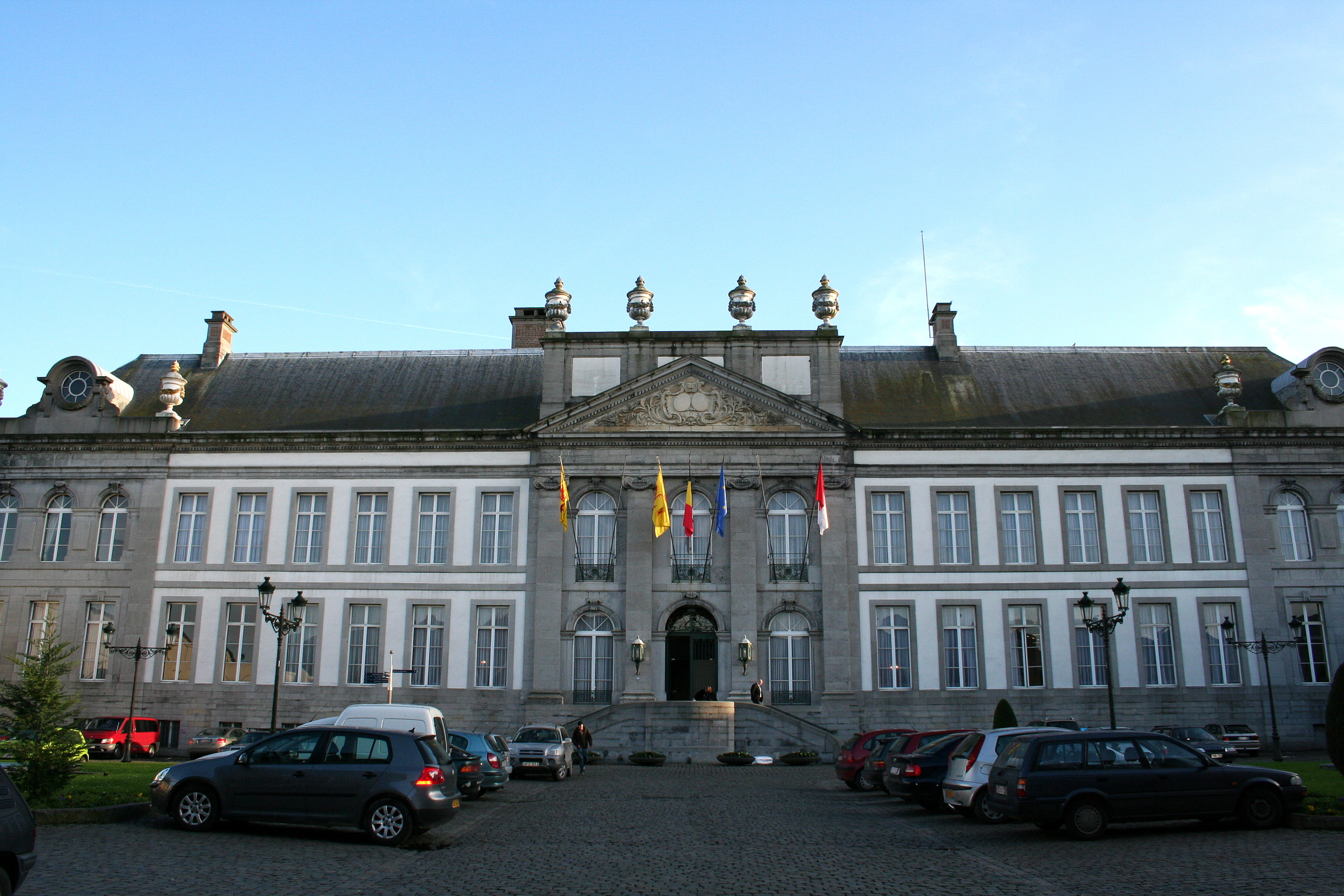
Voorkant van het abtenpaleis-stadhuis

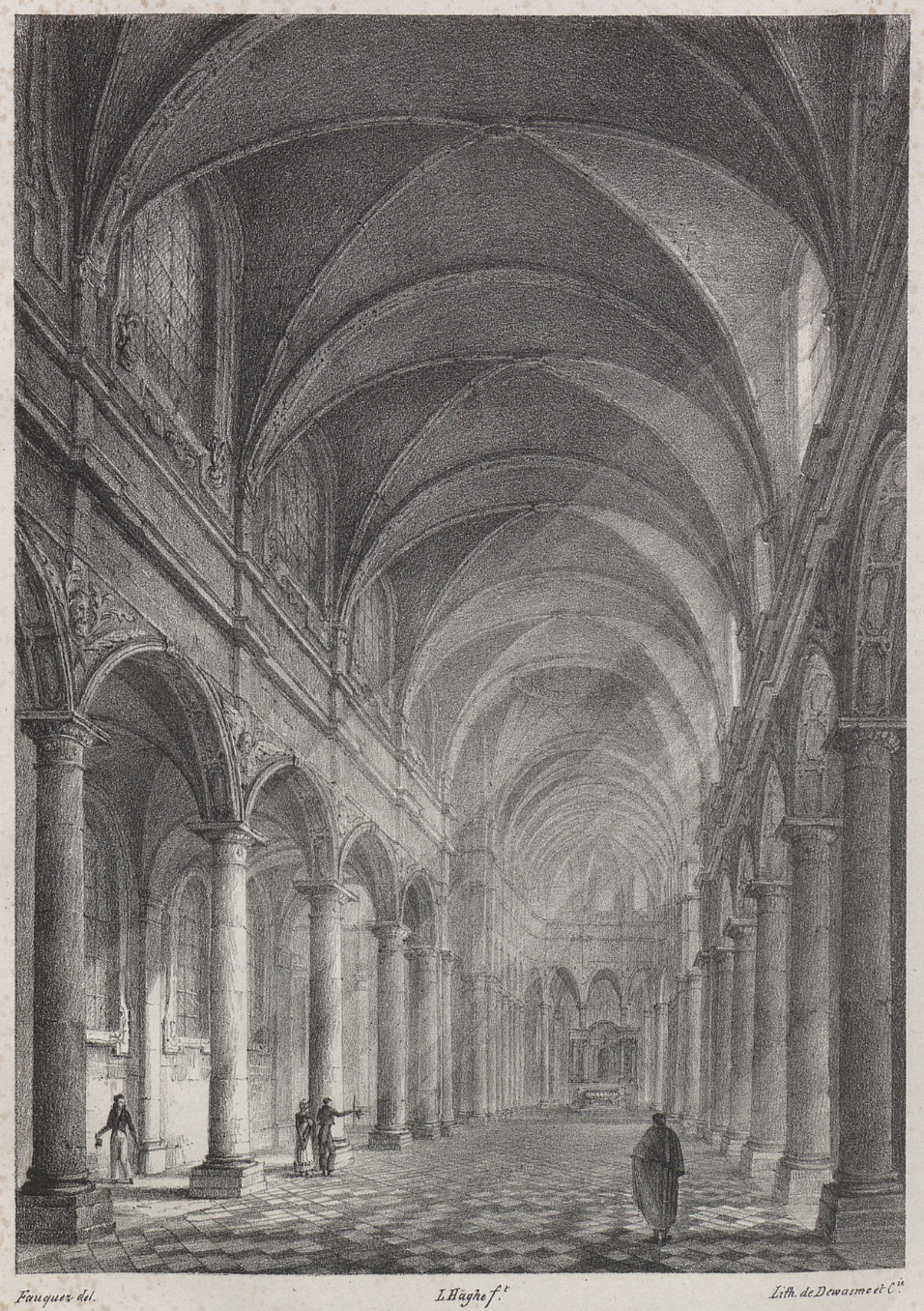
Interieur van de voormalige abdijkerk

De voormalige Sint-Maartensabdij (Frans: abbaye Saint-Martin) in het historisch centrum van Doornik gaat terug tot de 7e eeuw. Ze werd eind 11e eeuw heropgericht door Odo van Doornik en was onmiddellijk een belangrijke benedictijnervestiging. In 1797 kwam een einde aan het religieuze leven in de abdij tijdens de Franse revolutionaire periode. De gebouwen zijn grotendeels afgebroken, op het abtenpaleis na, dat tegenwoordig dienst doet als stadhuis.

## Geschiedenis

### Stichting door Sint-Elooi
Nog vóór het tolerantie-edict van keizer Constantijn, zou Sint Piatus in Tornacum komen preken zijn. Van in de 4e eeuw was er een christelijke aanwezigheid in de stad.
Een nieuwe evangelisering begon in de 7e eeuw met Sint Elooi, bisschop van Noyon en Doornik. Tijdens deze operatie stichtte hij volgens de traditie een aan Martinus van Tours gewijd klooster in Doornik. De strooptochten van de Normandiërs maakten een einde aan het monastieke leven.

### Heroprichting door Odo van Doornik
Odo van Orléans was in 1087 scholaster geworden aan de kathedraalschool van Doornik. Toen deze gecultiveerde man besloot zich terug te trekken om een intenser spiritueel leven te leiden, trachtten bisschop Radbod II en de kanunniken hem in de stad te houden door hem, op 2 mei 1092, de overblijfselen van het vervallen Sint-Maartensklooster te schenken. Met enkele leerlingen stichtte Odo er eerst een canoniale en weldra een monastieke gemeenschap. De overgang van de regel van Augustinus naar de Regula Benedicti gebeurde in 1095 op advies van Aymericus, abt van Anchin. Odo werd opnieuw verkozen tot abt.

### Bloeiperiode
Onder zijn leiding kende de abdij een grote bloei. Ze telde in 1105 een 70 monniken. Herman, een leerling van Odo, werd abt en historicus. Rodulphus bestuurde een atelier met twaalf kopiisten, die vele werken uit de oudheid overleverden.
Ook op wereldlijk vlak ging het de abdij voor de wind. Eind 13e eeuw had ze een honderdtal monniken die een uitgestrekt domein beheerden en niet minder dan veertig priorijen hadden gesticht. Ze bezat bossen, een twintigtal molens en jurisdictie over meerdere plaatsen.

### Crisis van de 14e eeuw
Het begin van de 14e eeuw was een tijd van grote crisis. Slecht beheer en grote uitgaven, in weerwil van de algemene achteruitgang, brachten paus Johannes XXII er in 1332 toe een onderzoek in te stellen. De abt en meerdere monniken werden geëxcommuniceerd. Als nieuwe abt - de zeventiende - werd de kroniekschrijver Gilles Le Muisit aangewezen. Hij herstelde het wereldlijk prestige, maar op spiritueel vlak zou de abdij haar toonaangevende rol niet meer herwinnen.

### Luxe in de 18e eeuw
Onder abt Robert Delezenne werd de Sint-Maartensabdij ingrijpend herbouwd. Er kwam een nieuwe abdijkerk en voor het abtenpaleis werd beroep gedaan op de bekende architect Laurent-Benoît Dewez. De bouw van het 130 meter brede paleis duurde van 1763 tot 1767.

### Afschaffing in de Franse tijd
De Franse Revolutie en haar excessen luidden het einde in van de Doornikse abdij, zoals van vele andere. Op 18 november 1796 werden de religieuzen verjaagd en het volgende jaar werd de abdij afgeschaft. De gebouwen werden voor een groot deel afgebroken. De kerk diende nog een tijd als Tempel van de Rede, alvorens op haar beurt tegen de vlakte te gaan.

### Herbestemming
De luxueuze abtenresidentie werd gespaard. Het stadsbestuur van Doornik nam er in 1809 voorlopig zijn intrek, om er zich definitief te installeren in 1830, toen België onafhankelijk werd.
Het gebouw had sterk te lijden onder een bombardement van 16 mei 1940.

## Personaliteiten

### Abten
- Odo van Doornik, de eerste abt[2]
- Herman van Doornik († 1147), derde abt van 1127 tot 1137 en kroniekschrijver van de abdij
- Gilles Li Muisit (1272-1353), dichter en kroniekschrijver
- Jacques Muevin (1296-1339), kroniekschrijver
- Dom Mathieu Fiévet (14e eeuw), professor canoniek recht in Parijs
- Giulio de' Medici, de toekomstige paus Clemens VII, abt in commendam van 1519 tot 1523
- Jacques De Maquais, abt van 1583 tot 1604, auteur van ascetische en theologische boeken
- Robert Delezenne, laatste abt

### Monniken
- Ailbertus van Antoing was een Augustijnse kanunnik onder Odo en stichtte later de abdij Rolduc.
- Amand Duchâtel begon als monnik in de Sint-Maartensabdij en werd dan prior van Saint-Sauveur in Anchin en vervolgens abt van de Sint-Richtrudis en Sint-Pieter in Marchiennes.
- Alulfus, zanger en auteur van een Liber gregorialis (12e eeuw).

## Patrimonium
- Het abtenpaleis is tegenwoordig het stadhuis van Doornik. Het is een toonbeeld van classicisme. Het fronton draagt nog de wapens van de laatste abt, Robert Delezenne. Sterk beschadigd door explosies en brand in de Tweede Wereldoorlog, is het gebouw volledig gerestaureerd, met 18e-eeuwse meubels en decoratie.
- Een monumentaal poortgebouw uit 1722 geeft toegang tot de binnenkoer van het abtenpaleis.
- Het gotische klooster, waarvan er nog een zijde rest, is opgetrokken rond 1500.
- Een romaanse crypte uit de 12e eeuw, rechthoekig met twee schepen, is onder het abtenpaleis te vinden. De kelders zijn er robuuste romaanse gewelven.
- De oude tiendenschuur uit 1663 is verbouwd tot cinema.[3]
- Het altaar van de verdwenen abdijkerk is overgebracht naar de kathedraal van Doornik.
- Sommige verluchte handschriften en boeken uit de bibliotheek worden bewaard in het Musée d'histoire et d'archéologie de la ville de Tournai.
- Het schilderij "Sint Maarten geneest een bezetene" van Jacob Jordaens dat zich op het hoofdaltaar bevond, bevindt zich nu in het Museum voor Schone Kunsten van Brussel.

## Bier
Het Doornikse bier Abbaye de Saint-Martin ontleent zijn naam aan de abdij. Het wordt gebrouwen door Brasserie de Brunehaut. Hoewel opgericht bijna een eeuw na het verdwijnen van de abdij, vermeldt Brunehaut het jaartal 1096 op het etiket, jaar waarin de abdij het brouwrecht bekwam.

## Voetnoten
1. ↑  Émile Poumon, Abbayes de Belgique, Brussel, 1954, p. 109
2. ↑  Eugène Alexis Escallier, L'Abbaye d'Anchin, 1079-1792, L. Lefort, Lille, 1852
3. ↑  Joseph Delmelle, Abbayes et béguinages de Belgique, Brussel, 1973, p. 57